# 九龍巴士50M線
九龍巴士50M線是香港一條已停辦的新界郊區巴士路線，由九龍巴士（一九三三）有限公司營辦，來往元朗（東）及葵芳地鐵站，取道元朗至葵涌一段青山公路往返。50M線因應地下鐵路荃灣支綫於1982年5月16日通車而開辦，取代原有的九龍巴士50線。九巴於1984年9月23日重組新界西巴士服務，50M線亦因而取消。

## 歷史
因應地下鐵路荃灣支綫於1982年5月16日通車，九巴於當日起按運輸署的建議停辦50線，改為開辦來往元朗（東）及葵芳地鐵站的新路線「50M」；同年8月20日起，因應荃灣站公共運輸交匯處啟用而實施的新交通管理措施，50M線往葵芳地鐵站方向繞經西樓角路；11月15日起亦改經葵富路前往葵芳地鐵站，以改善興芳路的交通流量。
1984年4月15日，50M線往葵芳方向因屯門實施新交通管理措施而改經D9路（今青山公路－新墟段）與4B路（今井財街）。同年7月6日起，因應南豐中心外的一段青山公路恢復雙向行車，50M線往葵芳方向不再途經西樓角路；惟配合九龍巴士新界西路線重組，50M線於同年9月23日起取消服務，由同日開辦的新路線九龍巴士52M線，以及延長路線後的九龍巴士52線及九龍巴士53線取代。

## 服務時間及班次
50M線於取消服務前全日服務。以下服務時間及班次資訊以取消服務前（1984年1月）為准。
| 服務時間     | 服務時間     | 班次（分鐘） |
| 元朗（東）開 | 葵芳地鐵站開 | 班次（分鐘） |
| ------------ | ------------ | ------------ |
| 05:45－09:30 | 05:45－09:30 | 15           |
| 09:30－11:10 | 09:30－11:10 | 20           |
| 11:10－18:40 | 11:10－18:40 | 15           |
| 18:40－20:20 | 18:40－20:20 | 20           |
| 20:20－22:50 | 20:20－00:20 | 15           |
| 22:50－00:10 | 不適用       | 20           |

## 收費
50M線在取消前的全程收費為港幣$3，並設有若干分段收費，列表如下：
| 上車地點＼落車地點 | 葵芳地鐵站 | 元朗（東） |
| ------------------ | ---------- | ---------- |
| 荃灣起             | 不適用     | $2.4       |
| 屯門起             | $2.4       | $1.2       |

## 用車
50M線取消前以12輛載客量不超過125人的雙層巴士行走，主要用車為丹拿F型。

## 行車路線
50M線停辦前由元朗（東）開出之班次途經鳳翔路、元朗大馬路、青山公路、D9路、4B路、青山公路、葵涌道、葵富路、葵仁路及葵義路前往葵芳地鐵站；由葵芳地鐵站開出之班次途經葵義路、葵富路、葵涌道、青山公路、杯渡路、屯門公路、青山公路、元朗大馬路及鳳翔路前往元朗（東）。50M線停辦前的全程行車里數約為33.2公里，行車時間約為77分鐘，平均行車時速約為25.7公里。

### 書籍
- 容偉釗. . BSI. 2002-06: 81, 82. ISBN 9628414623 （中文（香港））.
- 容偉釗. . BSI. 2015-01: 122, 123. ISBN 9628414720 （中文（香港））.

### 其他參考資料
1. 1 2 3 4 5 6   (PDF) (报告). Transport Department: D1710, D1711. 1984-01  [2024-06-30]. （原始内容存档 (PDF)于2023-01-21） （英语）.
2. ↑  . 華僑日報: 12. 1982-05-15  [2024-02-22]. （原始内容存档于2024-02-23） （中文（香港））.
3. ↑  . 華僑日報: 9. 1982-05-15  [2024-02-22]. （原始内容存档于2024-02-23） （中文（香港））.
4. ↑  . 工商日報. 1984-08-19: 5  [2024-06-30]. （原始内容存档于2024-07-03） （中文（香港））.
5. ↑  . 華僑日報. 1982-11-13: 7  [2024-06-30]. （原始内容存档于2024-07-03） （中文（香港））.
6. 1 2  容偉釗. . BSI. 2015-01: 122, 123. ISBN 9628414720 （中文（香港））.
7. ↑  . 華僑日報. 1984-07-05: 11  [2024-07-03]. （原始内容存档于2024-07-03） （中文（香港））.
8. ↑  容偉釗. . BSI. 2002-06: 81, 82. ISBN 9628414623 （中文（香港））.
9. ↑  . 華僑日報. 1984-09-23: 13  [2024-06-29]. （原始内容存档于2024-06-29）.